# ماهیچه دورکننده انگشت کوچک پا
ماهیچه دورکننده انگشت کوچک پا (انگلیسی: Abductor digiti minimi muscle of foot) ماهیچه‌ای است که در کناره بیرونی پا قرار گرفته و کار آن دور کردن انگشت کوچک پا است.
خاستگاه آن تکمه داخلی و خارجی استخوان پاشنه پا، و هم‌چنین نیام کف‌پابی است. پیوندگاه آن رویه جانبی پایه بند پروکسیمال انگشت کوچک پا است. عصب‌گیری‌اش از از عصب کف‌پایی جانبی است.

## نگارخانه

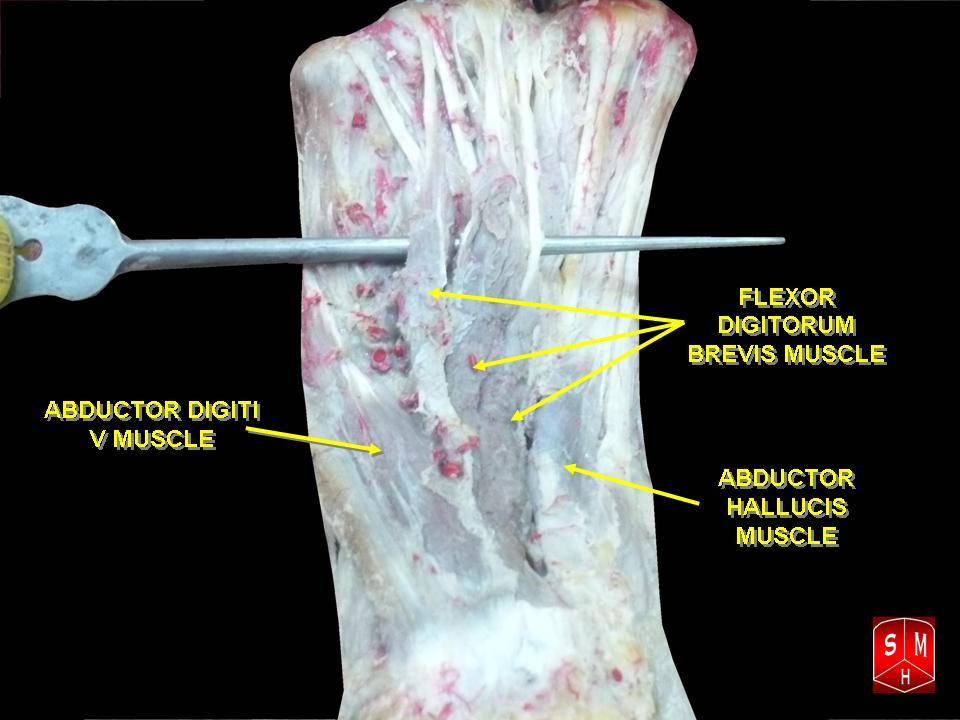
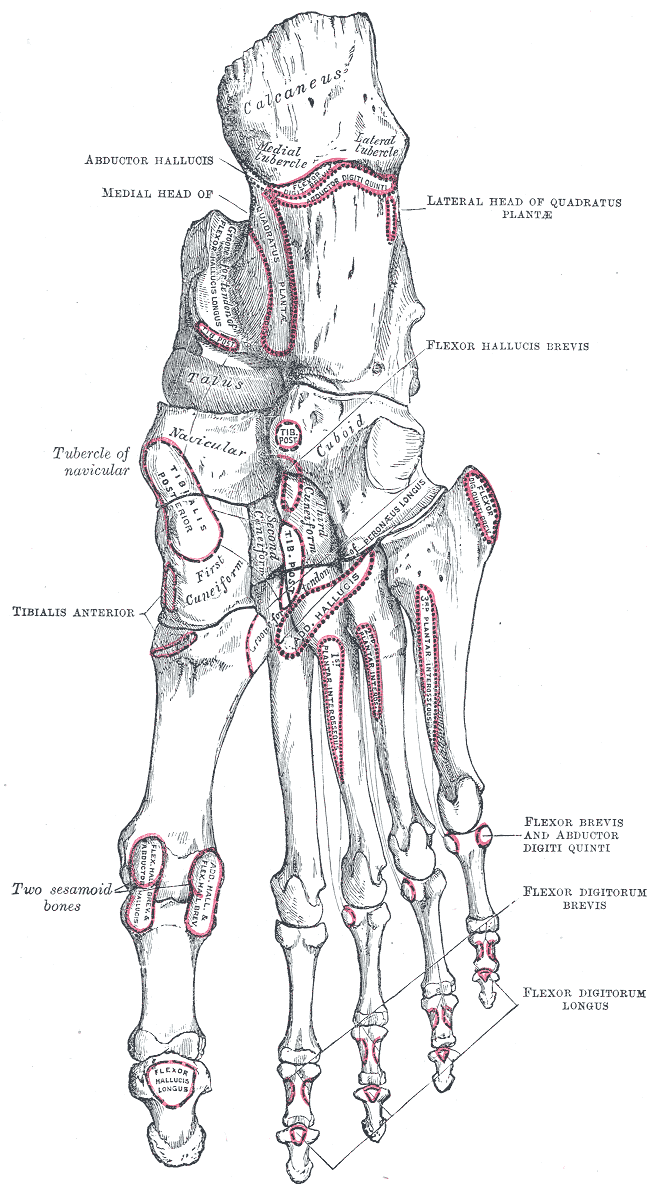
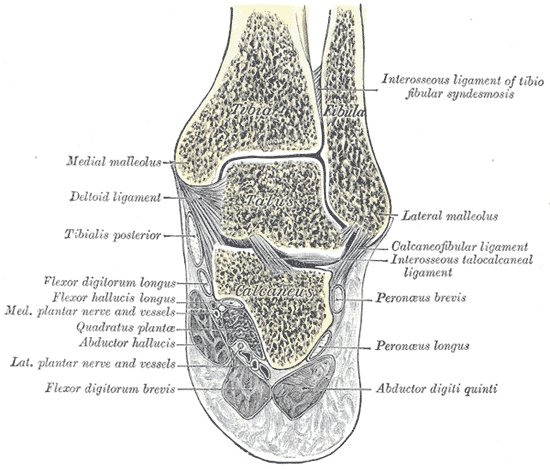